# Warwara Nikolajewna Tichomirowa

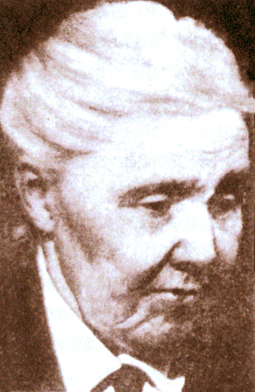
Warwara Nikolajewna Tichomirowa

Warwara Nikolajewna Tichomirowa (russisch Варвара Николаевна Тихомирова; * 2. Oktoberjul. / 14. Oktober 1875greg. in Wyschni Wolotschok; † im Dezember 1961) war eine russische bzw. sowjetische Geophysikerin und Hochschullehrerin.

## Leben
Nach dem Besuch des Twerer Mädchengymnasiums begann Tichomirowa 1895 das Studium an den St. Petersburger Höheren Kursen für Frauen (WSchK) in der Physik-Mathematik-Abteilung, das sie in der Physik-Geophysik-Gruppe 1899 abschloss. Sie absolvierte dann dort ein Astronomie-Praktikum und beteiligte sich an der Arbeit im Physik-Laboratorium.
Tichomirowa wurde 1900 als erste Frau in Russland Prüferin im 1. Prüfamt in St. Petersburg, das dem von Dmitri Mendelejew gegründeten und geleiteten Hauptamt für Maße und Gewichte unterstand, und arbeitete dort bis 1914. Seit ihrer Gymnasiumszeit hatte sie nebenbei immer Privatunterricht gegeben. Da an den WSchK die Mittel für angestellte Assistenten und Laboranten fehlten, war sie dort eine der freiwilligen Helferinnen, um 1909  offiziell als Physik-Assistentin eingestellt zu werden. Sie assistierte Nikolai Bulgakow, Fjodor Kapustin und Sergei Tereschin bei den Vorlesungen.
Von Boris Golizyn erhielt Tichomirowa 1914 den Ruf an das Haupt-Physik-Observatorium (GFO) in St. Petersburg. Unter Beachtung der Formalitäten wurde sie nach kaiserlicher Zustimmung als Ausnahme des Gesetzes von 1912 als außerplanmäßige Mitarbeiterin der Abteilung für Beobachtung und Gerätewartung zum 1. Februar 1914 eingestellt. Sie arbeitete dort als Physikerin und war Stellvertreterin des Geophysikers und Abteilungsleiters D. A. Smirnow.
Nach der Verschmelzung der WSchK mit der Universität Petrograd nach der Oktoberrevolution wurde Tichomirowa 1919 Assistentin am Lehrstuhl für Physik.
Als erste Frau führte Tichomirowa experimentelle Untersuchungen zur Meteorologie durch. Ihr Arbeitsschwerpunkt war zum einen die Verbesserung der Methoden zur Eichung der Messgeräte zusammen mit D. Smirnow. Infolge der Entwicklung neuer Geräte und der steigenden Nachfrage nach industriell gefertigten Geräten nahm die Arbeit immer mehr zu.
Zum anderen entwickelte Tichomirowa neue Messgeräte. Ihre erste  Veröffentlichung (Iswestija GFO 1920, Nr. 3) mit der Untersuchung des Elektrothermometers von Hartmann & Braun (mit Thermoelement) fand ein großes Interesse bei Meteorologen. Ihr Aspirationselektrothermometer für die genaue Messung der bodennahen Lufttemperatur in Abhängigkeit von der Höhe über dem Boden im cm-Bereich stellte sie auf dem 1. Allrussischen Geophysikalischen Kongress im Mai 1925 in Moskau vor. Ihre Veröffentlichung im selben Jahr wurde sehr geschätzt. Zwei Geräte wurden hergestellt und in den Wetterstationen in Leningrad und Pawlowsk eingesetzt. Die allgemeine Einführung dieser Geräte wurde durch die geringe Verfügbarkeit der dazu benötigten hochempfindlichen Galvanometer verhindert. Nach dem gleichen Prinzip entwickelte sie ein Gerät für die Temperaturmessung im tiefen Boden, die sie für die Landwirtschaft im Hinblick auf die Tiefe des Permafrostbodens wichtig hielt. Ein Prototyp wurde nicht gebaut, und nach ihrem Abgang aus dem GFO geriet das Gerät in Vergessenheit.
Auf Einladung des Lehrstuhls für Atmosphärenphysik der Universität Leningrad begann sie 1934 ein Laboratorium für Geräte und Methoden der meteorologischen Beobachtung aufzubauen. Dort wurden auch Arbeiten zur Atmosphärischen Elektrizitä und zur Radioaktivität in der Atmosphäre durchgeführt.
Im GFO arbeitete Tichomirowa bis 1939. An der Universität arbeitete sie weiter, bis sie im Deutsch-Sowjetischen Krieg nach Beginn der Leningrader Blockade mit der Universität im Juni 1942 aus Leningrad an die Wolga nach Tschuwaschien evakuiert wurde. Sie unterrichtete dort an einer Mittelschule. Ihre Tochter war in Leningrad geblieben.
Nach dem Krieg nahm Tichomirowa ihre Forschungs- und Lehrtätigkeit nicht wieder auf. Sie widmete sich der Erziehung ihres Enkels.